# مارتلاگو
مارتلاگو (به ایتالیایی: Martellago) یک کومونه در ایتالیا است که در استان ونیز واقع شده‌است.

## خصوصیات
مارتلاگو ۲۰ کیلومترمربع مساحت و ۲۱٬۲۲۳ نفر جمعیت دارد و ۱۲ متر بالاتر از سطح دریا واقع شده‌است.